# Лижія Кларк
Лижія Кларк (порт. Lygia Clark справжнє ім'я Lygia Pimentel Lins; (1920—1988) — бразильська художниця і скульптор, широко відома своїми живописними й інсталяційними роботами.
Разом з Ґертрудою Ґольдшмідт і Мірою Шендель, стали найвідомішими американськими художницями другої половини XX століття.

## Життєпис
Народилася 23 жовтня 1920 року в Белу-Оризонті в родині юристів: її батько — Джейр Перейра Лінс (Jair Pereira Lins) був адвокатом і сином міністра Верховного суду, а мати — Рут Мендес Піментел (Ruth Mendes Pimentel) була донькою адвоката. Лижія була третьою дитиною в родині, де ще росли Марія Беатріс, Соня і Франциско.
У 1947 переїхала в Ріо-де-Жанейро, аби вчитися у бразильського ландшафтного архітектора Роберту Бурле Маркса і скульптора Зелії СалгадуТоді ж вирішила стати художницею.
У 1950 Лижія вирушила в Париж, де навчалася у Арпада Сенеша, Ісаака Добринського та Фернана Леже. Після своєї першої персональної виставки в Інституті ендопластики (Institut Endoplastique) в Парижі в 1952, художниця повернулася в Ріо-де-Жанейро і експонувалася в Міністерстві освіти і культури Бразилії.

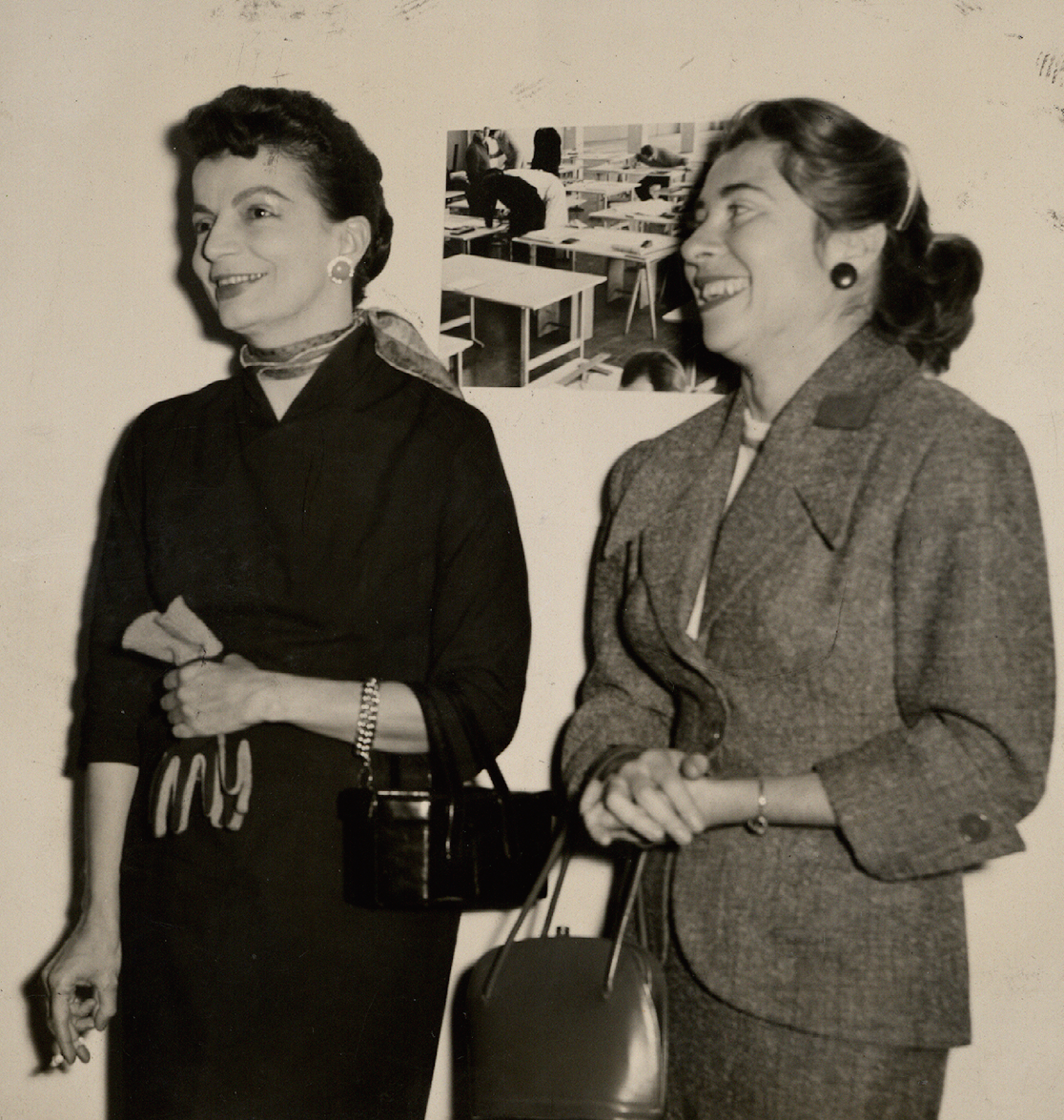
Лижія Кларк і Файга Островер

Лижія Кларк була серед засновників гурту Grupo Frente, створеного у 1954. Присвятивши себе вивченню простору, вона приєдналася до художників: Еліо Ойтісіки, Дешіо Вієйре, Авраама Палатника, Жоао Хосе да Косте [pt], Івана Серпе та інших.
У 1957 взяла участь у першій виставці «National Concrete Art Exhibition» в Ріо-де-Жанейро.
Була учасницею «Superfícies Moduladas, 1952—57» і «Planos em Superfície Modulada, 1956—58». Брала також участь зі своєю роботою «Composições» у Венеційській бієнале в 1954 і повторно в 1968.
У 1961 отримала нагороду «кращий скульптор» на міжнародній бієнале мистецтва в Сан-Паулу. Створювала інсталяції і працювала з боді-артом.
У 1959 приєдналася до експозиції «I Exposição de Arte Neoconcreta», підписавшись під маніфестом «Manifesto Neoconcreto» разом з Амилкаром де Кастро, Феррейра Гулларом, Францем Вайсманном, Лижією Папе, Рейнальдо Жардимом і Теоном Спанудісом (Theon Spanudis).

Кларк біля своєї роботи, 1972

Присвятивши себе в перше десятиліття своєї кар'єри живопису і скульптурі, після 1966 Лижія Кларк заявила, що відмовилася від мистецтва. На початку 1970-х викладала мистецтво в Сорбонні.
Кларк також досліджувала ідею сенсорного сприйняття через її мистецтво.
З 1979 по 1988 вона дедалі більше рухалася в бік арт-терапії, ніж створювала нові роботи, використовуючи свою арт-терапію для лікування пацієнтів з психотичними розладами (психоз).
З початку 1980-х років Лижія Кларк поступово уповільнює темпи своєї діяльності.
У 1983 обмеженим тиражем була видана її книга «Livro Obra», в якій розповідається про еволюцію робіт художниці від її найбільш ранніх творінь до кінцевої неоконкретної фази. У 1977 Кларк повернулася в Ріо-де-Жанейро, де померла від серцевого нападу у своєму будинку 25 квітня 1988.
У 1986 в Імператорському палаці Ріо-де-Жанейро була проведена виставка «IX Salão de Artes Plásticas» зі спеціальною експозицією, присвяченою Еліо Ойтісіка і Лижії Кларк. Виставка стала єдиною великою ретроспективою, присвяченою Лижії Кларк за її життя.
23 жовтня 2015 Google запустив дудл на честь святкування 95-річчя художниці, на якому логотип Google був стилізований під її роботу «Bichos».
У квітні 2018 на каналі «Радіокультура» спільно з Музеєм сучасного мистецтва «Гараж» вийшла програма «Лижія Кларк. Мобільні конструкції».

### Особисте життя
Лижія Кларк у 18 років вийшла заміж за інженера Алуісіо Кларка Рібейру (Aluísio Clark Ribeiro) і взяла його прізвище.
У них було троє дітей — Альваро, Едуардо і Елізабет.

## Рекорди продажів
У травні 2013 робота Лижії Кларк «Contra Relevo», була продана за 4,5 мільйона реалів на аукціоні в Нью-Йорку, ставши найдорожчою бразильською роботою, проданою на аукціоні.
У серпні цього ж року її роботу «Superfície Modulada nº 4» продали на аукціоні «Bolsa de Arte de São Paulo» за 5,3 мільйона реалів — це найдорожчий твір мистецтва, будь-коли проданий у Бразилії на той час.
У 2015 Кларк втратила пальму першості після продажу картини «Vaso de Flores» Альберто да Вейга Гіньяра за 5,7 мільйона реалів.
На аукціоні Sotheby's в 2014 алюмінієва складна скульптура Кларк «Bicho-Em-Si-Md (No. IV)» (1960) була продана за 1,2 мільйона доларів, що вдвічі перевищило її стартову ціну.